# Paralaevicephalus gracilipenis
Paralaevicephalus gracilipenis är en insektsart som beskrevs av Dai, Zhang och Hu 2005. Paralaevicephalus gracilipenis ingår i släktet Paralaevicephalus och familjen dvärgstritar. Inga underarter finns listade i Catalogue of Life.